# H.323
El protocol H.323 és una recomanació del Sector d'Estandardització de Telecomunicacions de la UIT (ITU-T) que defineix els protocols per proporcionar sessions de comunicació audiovisual en qualsevol xarxa de paquets.  Actualment està implementat en diverses aplicacions d'Internet en temps real com ara NetMeeting i Ekiga. Forma part de la sèrie de protocols H.32x que adrecen comunicacions sobre XDSI, PSTN o SS7. H.323 s'usa habitualment en VoIP, ToIP (Telephony over IP) i en videoconferències basades en IP.
L'estàndard H.323 aborda la senyalització i el control de trucades, el transport i el control multimèdia i el control de l'amplada de banda per a conferències punt a punt i multipunt.

## Protocols
H.323 referencia protocols de l'ITU-T com ara:
- H.225.0 protocol usat per definir senyalització de trucada, el medi (àudio i vídeo), la paquetització del flux, sincronització i per formats de missatges de control.
- H.245 és un protocol de control per comunicacions multimèdia, descriu els missatges i els procediments usats per obrir i tancar canals lògics d'àudio, vídeo i dades, control i indicacions.
- H.450 descriu els serveis suplementaris
- H.235 descriu la seguretat en H.323
- H.239 descriu l'ús de flux dual en videoconferències, usualment una per a vídeo en viu i l'altre per a presentació.